# Спринт класификација на Тур де Франсу
Спринт класификација на Тур де Франсу је уведена 1971. На свакој етапи (осим на хронометру) има пролазних циљева, који доносе бодове за класификацију по поенима, а од 1971. ти пролазни циљеви су успостављени као спринт класификација, без посебног обележја. 1984. је уведена црвена мајица за лидера и победника класификације.
С обзиром на то да су пролазни циљеви доносили бодове за класификацију по поенима, спринт класификација је укинута 1989.
Први возач који је примио црвену мајицу био је Лудо Петерс 1984, али с обзиром да је он био и лидер у генералном пласману, црвену мајицу је на наредној етапи носио Жак Ханеграф, који је освојио класификацију на крају Тура.

## Победници
| - 1989. Шон Кели - 1988. Франс Масен - 1987. Жилбер Дикло Ласал - 1986. Герит Солевелд - 1985. Јозеф Ликенс - 1984. Жак Ханеграф - 1983. Шон Кели - 1982. Шон Кели - 1981. Фреди Мартенс - 1980. Руди Певенах - 1979. Вили Тејрлинк - 1978. Жак Босис - 1977. Пјер Ремон Вијемиан - 1976. Роберт Минткијевиц - 1975. Марк Демејер - 1974. Бери Хобан - 1973. Марк Демејер - 1972. Вили Тејрлинк - 1971. Питер Насен |

### Вишеструки победници
| Позиција | Име           | Држава  | Број победа | Године           |
| -------- | ------------- | ------- | ----------- | ---------------- |
| 1        | Шон Кели      | Ирска   | 3           | 1982, 1983, 1989 |
| 2        | Вили Тејрлинк | Белгија | 2           | 1972, 1979       |
| 2        | Марк Демејер  | Белгија | 2           | 1973, 1975       |

### По државама
| Држава           | Број бициклиста који су победили | Број победа |
| ---------------- | -------------------------------- | ----------- |
| Белгија          | 6                                | 8           |
| Француска        | 4                                | 4           |
| Холандија        | 3                                | 3           |
| Ирска            | 1                                | 3           |
| Велика Британија | 1                                | 1           |